# 2008年夏季残疾人奥林匹克运动会
第十三屆残疾人奥林匹克运动会于2008年9月6日至9月17日於中華人民共和國首都北京舉行，開幕式于9月6日晚20点举办。此屆奧運會是中國首次舉辦残疾人奥林匹克运动会，也使得中国成为繼1964年東京残奥會和1988年漢城帕運會後，第三個舉行帕運會的亞洲國家。

## 比赛场馆
本届残奥会比赛将在 19 个场馆举行。除马术比赛在香港举行、帆船比赛在青岛举行外，其余项目均在北京举行。
比赛场馆如下：
| - 国家体育场（「鸟巢」） - 国家游泳中心（「水立方」） - 国家体育馆 - 北京国家会议中心击剑馆 - 北京奥林匹克公园射箭场 - 北京奥林匹克公园曲棍球场 - 北京奥林匹克公园网球场 （「花瓣」） - 北京大学体育馆 - 北京航空航天大学体育馆 |  | - 北京科技大学体育馆 - 北京理工大学体育馆 - 中国农业大学体育馆 - 北京射击馆 - 老山自行车馆 - 工人体育馆 - 顺义奥林匹克水上公园 - 铁人三项赛场 - 青岛国际帆船中心 - 香港奧運馬術比賽場地 |

## 象徵

### 会徽
会徽为汉字“之”形，又类似一个运动中的田徑运动员，整体体现“天地人”和谐统一的概念，並且把中国的文字、书法和残疾人奥林匹克运动精神融为一体，集中体现了中国传统文化和现代奥林匹克运动精神，体现了“心智、身体、精神”和谐统一的残疾人奥林匹克运动精神，具有深厚的中国传统文化底蕴

### 口号
- “同一个世界，同一个梦想”
- “两個奧運，同樣精彩”

### 吉祥物
2006年9月6日，2008年夏季殘奧會吉祥物褔牛樂樂在「福娃之父」吳冠英設計下順利面世。
福牛乐乐代表着顽强、乐观与默默无闻的精神，同时也有祥和、风调雨顺的意思，同時它代表了奧運旗裏的白色。主題曲樂樂福牛由香港女子團體Twins演唱。

## 聖火傳遞

2008年夏季残奥会标志

在2008年8月28日於北京採集的一刻開始，至燃點至2008年9月6日晚在北京國家體育場聖火火盤的一刻。

## 运动项目
根据身体残障人士的特点，残奥会共设置20个项目：

| - 射箭 - 田径 - 硬地滚球 - 自行车 - 马术 - 五人制足球 - 七人制足球 | - 盲人门球 - 盲人柔道 - 举重 - 赛艇 - 帆船 - 射击 - 游泳 | - 乒乓球 - 坐式排球 - 轮椅篮球 - 轮椅击剑 - 輪椅橄欖球 - 轮椅网球 |

## 赛程表
| ● | 开幕式 |  | 比赛 | ● | 决赛 | ● | 闭幕式 |

|            | 9月6日 六 | 9月7日 日 | 9月8日 一 | 9月9日 二 | 9月10日 三 | 9月11日 四 | 9月12日 五 | 9月13日 六 | 9月14日 日 | 9月15日 一 | 9月16日 二 | 9月17日 三 |      |
| 比賽項目   |           |           |           |           |            |            |            |            |            |            |            |            | 金牌 |
| ---------- | --------- | --------- | --------- | --------- | ---------- | ---------- | ---------- | ---------- | ---------- | ---------- | ---------- | ---------- | ---- |
| 射箭       |           |           |           |           |            |            |            | 4          | 3          | 2          |            |            | 9    |
| 田径       |           |           | 10        | 20        | 17         | 10         | 16         | 20         | 18         | 19         | 25         | 5          | 160  |
| 硬地滚球   |           |           |           | 4         |            |            | 3          |            |            |            |            |            | 7    |
| 公路自行車 |           |           |           |           |            |            | 15         | 4          | 4          |            |            |            | 23   |
| 場地自行車 |           | 5         | 5         | 7         | 4          |            |            |            |            |            |            |            | 21   |
| 马术       |           |           | 2         | 4         | 2          | 3          |            |            |            |            |            |            | 11   |
| 五人制足球 |           |           |           |           |            |            |            |            |            |            |            | 1          | 1    |
| 七人制足球 |           |           |           |           |            |            |            |            |            |            | 1          |            | 1    |
| 盲人门球   |           |           |           |           |            |            |            |            | 2          |            |            |            | 2    |
| 盲人柔道   |           | 4         | 4         | 5         |            |            |            |            |            |            |            |            | 13   |
| 举重       |           |           |           | 3         | 4          | 2          |            | 3          | 4          | 2          | 2          |            | 20   |
| 赛艇       |           |           |           |           |            | 4          |            |            |            |            |            |            | 4    |
| 帆船       |           |           |           |           |            |            |            | 3          |            |            |            |            | 3    |
| 射击       |           | 2         | 2         | 2         | 2          | 2          | 2          |            |            |            |            |            | 12   |
| 游泳       |           | 16        | 18        | 16        | 12         | 13         | 16         | 14         | 18         | 17         |            |            | 140  |
| 乒乓球     |           |           |           |           | 5          | 11         |            |            |            | 4          | 4          |            | 24   |
| 坐式排球   |           |           |           |           |            |            |            |            | 1          | 1          |            |            | 2    |
| 轮椅篮球   |           |           |           |           |            |            |            |            |            | 1          | 1          |            | 2    |
| 轮椅击剑   |           |           |           |           |            |            |            |            | 3          | 3          | 2          | 2          | 10   |
| 轮椅橄榄球 |           |           |           |           |            |            |            |            |            |            | 1          |            | 1    |
| 轮椅网球   |           |           |           |           |            |            |            | 1          | 3          | 2          |            |            | 6    |
| 仪式       | ●         |           |           |           |            |            |            |            |            |            |            | ●          |      |
| 總數       |           | 27        | 41        | 61        | 46         | 45         | 52         | 49         | 56         | 51         | 36         | 8          | 472  |
|            | 9月6日 六 | 9月7日 日 | 9月8日 一 | 9月9日 二 | 9月10日 三 | 9月11日 四 | 9月12日 五 | 9月13日 六 | 9月14日 日 | 9月15日 一 | 9月16日 二 | 9月17日 三 |      |

## 獎牌榜
- 以下僅列出前十名，其他請參見主條目。

| 排名   | 国家／地区    | 金牌 | 银牌 | 铜牌 | 總數 |
| ------ | ------------- | ---- | ---- | ---- | ---- |
| 1      | 中国（CHN）   | 89   | 70   | 52   | 211  |
| 2      | 英国（GBR）   | 42   | 29   | 31   | 102  |
| 3      | 美国（USA）   | 36   | 35   | 28   | 99   |
| 4      | 乌克兰（UKR） | 24   | 18   | 32   | 74   |
| 5      | （AUS）       | 23   | 29   | 27   | 79   |
| 6      | 南非（RSA）   | 21   | 3    | 6    | 30   |
| 7      | 加拿大（CAN） | 19   | 10   | 21   | 50   |
| 8      | 俄罗斯（RUS） | 18   | 23   | 22   | 63   |
| 9      | 巴西（BRA）   | 16   | 14   | 17   | 47   |
| 10     | 西班牙（ESP） | 15   | 21   | 22   | 58   |
| 總數： | 總數：        | 473  | 471  | 487  | 1431 |

## 開幕式
本屆殘奧會的開幕於9月6日的晚上 8 時舉行。開幕式的首個儀式是國際殘奧會主席克雷文與中國國家主席胡錦濤列席，其後進行倒數儀式，之後為運動員進場，147 個代表團按簡體中文漢字筆劃出場，最先出場的為非洲小國几內亞，而主辦國中國則一如傳統，在最後出場，持旗手為 8 次打破世界紀錄的游泳運動員王曉福。
其後是文藝表演，表演分為三章，分別為「空間的旅行」、「時間的旅行」與「生命的旅行」，均以音樂的貫心。在「空間的旅行」中，盲人演唱家楊海濤在最後道白「如果有三天光明，希望可見到父母與觀眾」，得到熱烈的鼓掌；「時間的旅行」中，於汶川大地震中失去左腿的 12 歲女孩李月在輪椅上舞動，表達出參與殘奧運運動員的堅強意志，於北京夏季奧運閉幕式演出過的譚晶與另一男歌手范競馬合唱《讓我擁有你》。最後是「生命的旅行」，2,200 位少年扮演牛、鴨子、蛙與海鷗四種動物，其後百多位演員利用手部模擬海鳥飛翔，象徵運動員的信心。
文藝表演完成後，香港歌手劉德華（《 Everyone is No.1 》的主唱者）與韓紅一起唱出此屆殘奧會的主題歌《和夢一起飛》。之後是演講與儀式升殘奧會會旗，北京市委书记、北京奥组委主席劉淇與國際殘奧會會長菲利普·克雷文發表講話，劉淇表示歡近各位運動員的來臨、殘奧會是令人道主義得到發揚的地方，並指出中國近年來愈枇愈重視殘障人士的福利；克雷文則讚揚中國能從四川大地震後迅速的恢復過來，打造了最成功的奧運會，希望本屆的殘奧會也能如此成功，又鼓勵運動員能盡自己的本能創造出最出色的成績。隨後，中國田徑運動員與盲人門球裁判宣誓，發揚體育精神。
在升旗儀式上，八位來自中國的殘障運動員持旗入場，並由解放軍升旗。最後是點燃聖火的儀式，輪椅劍擊運動員金晶率先進場傳遞聖火。最終，田徑運動員侯斌經中國首面殘奧會金牌得主平亞麗的傳遞後，爬繩上聖火台點燃聖火，象徵本屆奧運正式開始。

## 參與國家或地區
本屆殘奧會共有 147 個國家或地區派出代表團參與賽事，當中包括 3,985 位運動員。

| - 阿富汗（AFG） - 阿尔及利亚（ALG） - 安哥拉（ANG） - 阿根廷（ARG） - 亚美尼亚（ARM） - （AUS） - 奥地利（AUT） - 阿塞拜疆（AZE） - （BAN） - 巴巴多斯（BAR） - 布隆迪（BDI） - 比利时（BEL） - （BEN） - 百慕大（BER） - 波斯尼亚和黑塞哥维那（BIH） - 白俄罗斯（BLR） - 巴西（BRA） - 巴林（BRN） - 保加利亚（BUL） - 布基纳法索（BUR） - 中非共和国（CAF） - 柬埔寨（CAM） - 加拿大（CAN） - 智利（CHI） - 中国（CHN） - 科特迪瓦（CIV） - 哥伦比亚（COL） - 佛得角（CPV） - 哥斯达黎加（CRC） - 克罗地亚（CRO） - 古巴（CUB） - 塞浦路斯（CYP） - 捷克（CZE） - 丹麦（DEN） - （DOM） - 厄瓜多尔（ECU） - 埃及（EGY） | - 萨尔瓦多（ESA） - 西班牙（ESP） - 爱沙尼亚（EST） - 埃塞俄比亚（ETH） - 斐济（FIJ） - 芬兰（FIN） - 法国（FRA） - 法罗群岛（FRO） - 加蓬（GAB） - 英国（GBR） - （GEO） - 德国（GER） - （GHA） - 希腊（GRE） - 危地马拉（GUA） - 几内亚（GUI） - 海地（HAI） - 中国香港（HKG） - 洪都拉斯（HON） - 匈牙利（HUN） - 印度尼西亚（INA） - 印度（IND） - 伊朗（IRI） - 爱尔兰（IRL） - 伊拉克（IRQ） - 冰岛（ISL） - 以色列（ISR） - 意大利（ITA） - 牙买加（JAM） - 约旦（JOR） - 日本（JPN） - （KAZ） - （KEN） - （KGZ） - 韩国（KOR） - 沙特阿拉伯（KSA） - 科威特（KUW） | - 老挝（LAO） - 拉脱维亚（LAT） - 利比亚（LBA） - 莱索托（LES） - 黎巴嫩（LIB） - 立陶宛（LTU） - 卢森堡（LUX） - 中国澳门（MAC） - 马达加斯加（MAD） - 摩洛哥（MAR） - 马来西亚（MAS） - 摩尔多瓦（MDA） - 墨西哥（MEX） - 蒙古（MGL） - 马其顿（MKD） - （MLI） - 马耳他（MLT） - （MNE） - 毛里求斯（MRI） - 缅甸（MYA） - 纳米比亚（NAM） - 荷兰（NED） - 尼泊尔（NEP） - 尼日利亚（NGR） - （NIG） - 挪威（NOR） - 新西兰（NZL） - 阿曼（OMA） - 巴基斯坦（PAK） - 巴拿马（PAN） - 秘鲁（PER） - 菲律宾（PHI） - 巴勒斯坦（PLE） - 巴布亚新几内亚（PNG） - 波兰（POL） - 葡萄牙（POR） - 波多黎各（PUR） | - （QAT） - 罗马尼亚（ROU） - 南非（RSA） - 俄罗斯（RUS） - 卢旺达（RWA） - 萨摩亚（SAM） - 塞内加尔（SEN） - 新加坡（SIN） - 斯洛文尼亚（SLO） - 塞尔维亚（SRB） - 斯里兰卡（SRI） - 瑞士（SUI） - 苏里南（SUR） - 斯洛伐克（SVK） - 瑞典（SWE） - 叙利亚（SYR） - 坦桑尼亚（TAN） - （TGA） - 泰国（THA） - （TJK） - （TKM） - 东帝汶（TLS） - 中華台北（TPE） - 突尼斯（TUN） - 土耳其（TUR） - 阿拉伯联合酋长国（UAE） - 乌干达（UGA） - 乌克兰（UKR） - 乌拉圭（URU） - 美国（USA） - （UZB） - 瓦努阿图（VAN） - 委内瑞拉（VEN） - 越南（VIE） - 赞比亚（ZAM） - 津巴布韦（ZIM） |

## 残障等级认定
为了体现公平竞赛的原则，不同残障程度的运动员将被分入不同级别进行比赛，每个残奥会项目都有自己的分级，总体上的残障等级可分为肢体残障、脑瘫、视觉残障、脊椎神经损伤、智力残障（簡稱智障）以及其他残障。残奥会在1996年亚特兰大残奥会时加入了少量智障组比赛，但在2000年悉尼残奥会中，智障篮球冠军西班牙队在赛后被爆出使用健全人冒充智障人士（12 名参赛队员在事后检验中，只有 2 人被确认为真正智障）参赛的丑闻后，国际残奥委员会於2001年作出决定，在研究出一个合理的方法之前，取消残奥及其他该协会主办的比赛中的智障组比赛。但是經過各方調解後，智障組將於2012年倫敦殘奧會中正式重返。
目前智障人士所可以参加的奥运会是特殊奥林匹克运动会（Special Olympic），而该组织亦被国际奥委会特许使用「Olympic」这个单词。

## 外部連結
- 北京2008年残奥会官方网站（简体中文）
- 国际残疾人奥委会（页面存档备份，存于）（英文）
- Paralympic Online Streaming Coverage（页面存档备份，存于）